# Deutsche Film- und Medienbewertung (FBW)
Die Deutsche Film- und Medienbewertung (FBW), bis 2009 Filmbewertungsstelle Wiesbaden (FBW), ist eine Einrichtung mit Behördenstatus mit Sitz im Schloss Biebrich in Wiesbaden. Ihre Aufgabe ist, Filme auf ihre besondere künstlerische, dokumentarische oder filmhistorische Bedeutung zu prüfen und herausragende Leistungen mit den Prädikaten „wertvoll“ oder „besonders wertvoll“ auszuzeichnen. Die FBW wurde am 20. August 1951 auf Beschluss der Kultusministerkonferenz als Filmbewertungsstelle der Länder der Bundesrepublik Deutschland (FBL) gegründet. Ab 1957 hieß sie Filmbewertungsstelle Wiesbaden (FBW), seit 2009 trägt sie die Bezeichnung Deutsche Film- und Medienbewertung. Am 14. Mai 2025 hat das Hessische Ministerium für Wissenschaft und Forschung, Kunst und Kultur (HMWK) bekannt gegeben, dass die FBW zum 31. Dezember 2025 geschlossen wird.

## Aufgaben und Tätigkeit

Siegel der FBW

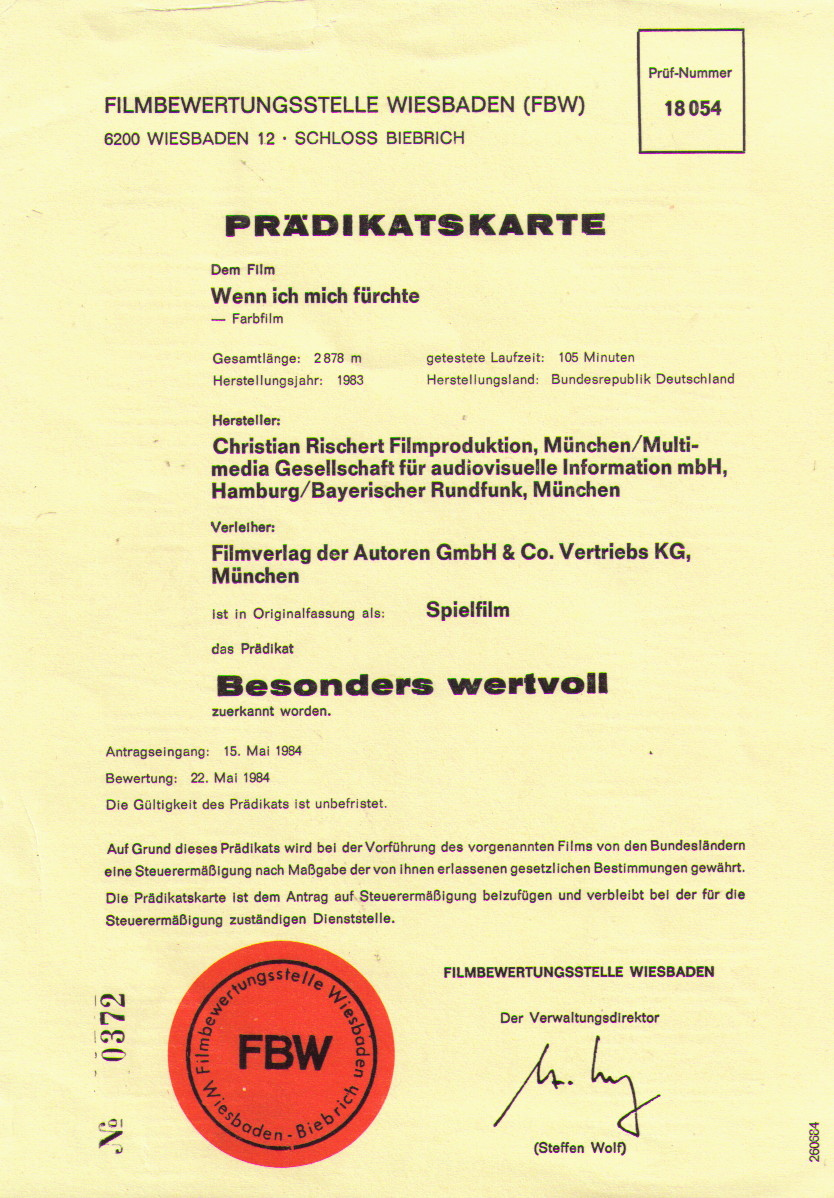
Prädikatskarte der FBW von 1984

Die FBW ist eine Einrichtung aller 16 Bundesländer mit dem Status einer Oberen Landesbehörde, die der Rechtsaufsicht des Hessischen Ministeriums für Wissenschaft und Kunst untersteht. Sie prüft nach Antrag durch die Filmemacher, ob ein Film mit dem Prädikat „wertvoll“ oder „besonders wertvoll“ ausgezeichnet werden kann.
Prädikatsfilme genießen Vergnügungssteuer-Ermäßigungen und können besonders gefördert werden (Referenzförderung). Rechtsgrundlage ist eine Verwaltungsvereinbarung vom 1. Januar 1994.
Im Gesetzentwurf der Novellierung des Filmförderungsgesetzes durch die Beauftragte der Bundesregierung für Kultur und Medien vom 22. Mai 2024 werden diese Prädikate als kulturelle Förderkriterien nicht mehr erwähnt. Jury-Vorsitzende und Jury-Mitglieder der FBW setzten sich in einem offenen Brief, der an Kulturstaatsministerin Claudia Roth übermittelt wurde, für ein Beibehalten der Förderung ein.
Das Prädikat ist eine Empfehlung für Kinogänger und Mediennutzer und kann zur Orientierung dienen, um aus dem entsprechenden Angebot (Kino, DVD) auszuwählen.
Die FBW sollte nicht mit der Freiwilligen Selbstkontrolle der Filmwirtschaft (FSK) verwechselt werden. Diese ist z. B. für die Altersfreigabe, nicht jedoch für eine künstlerische Bewertung zuständig.
Der erste Film, der von der Bewertungsstelle geprüft wurde und ein Prädikat erhielt, war Peter Lorres Regiedebüt Der Verlorene.

### Finanzierung
Die FBW finanziert ihre Arbeit überwiegend durch die Erhebung von Gebühren, die für die Begutachtungen erhoben werden. Es fallen Gebühren zwischen 22,47 Euro und 20,55 Euro pro gesichteter Filmminute an, mindestens jedoch 120 Euro und höchstens 3.000 Euro pro Film. Bei Widerspruch gegen eine Entscheidung der Jury werden weitere 450 Euro berechnet. Für studentische Produktionen, Kinderfilme, Dokumentarfilme und von den deutschen Ländern geförderte Filme gelten ermäßigte Gebühren. (Stand: 2018)

### Jury
Die Gutachter kommen aus allen Bundesländern und werden durch die einzelnen Bundesländer für die Dauer von drei Jahren berufen. Sie sind ausgewiesene Filmfachleute, ehrenamtlich für die FBW im Einsatz und unabhängig. Ihre Namen sind öffentlich. Eine Jury, die in Wiesbaden zusammenkommt und die Filme sichtet, besteht aus mindestens fünf Gutachtern in jeweils wechselnder Zusammensetzung.
Jedes Jury-Mitglied erhält 20 Euro pro Tag und die Erstattung von Spesen. Der Vorsitzende erhält für das Verfassen des Protokolls und der Begründungen zusätzliche 80 Euro pro Tag.

### Beurteilung

#### Prädikate
Die Prädikate werden von einer Jury unabhängiger Gutachter vergeben. Sie beurteilen die Filme nach ihrer Qualität. Die Kriterien sind:
- Stoff: Geschichte, Originalität, Bedeutung, zeitkritischer Gehalt, sachliche Richtigkeit, gesellschaftliche Relevanz, Altersgerechtheit
- Form: Aufbau und Stil des Drehbuchs, Regie (Stil, Dramaturgie, Umsetzung ins Bild, Sprache, Tonregie, Choreographie), Besetzung und Darstellung, Kamera (Führung, Bildausschnitt, Qualität der Fotografie, Blickpunkt und Bewegungen der Kamera), Schnitt, Bauten und Ausstattung (Szenenbild, Stil, Kostüme, Masken), Besondere Techniken (Bildformat, Trick, Blenden, Montage)
- filmische Gestaltung: Verhältnis zwischen Stoff und Form, Angemessenheit der Gestaltungsmomente, Erfindung und Originalität, Künstlerische Gestaltung im Zusammenhang mit den sittlichen Grundlagen der Kultur[10]

Da die Filme immer innerhalb des jeweiligen Genres beurteilt werden, führt dies manchmal zu Resultaten, die auf den ersten Blick unverständlich sind. So erhielten Hellboy 2 und Das weiße Band in derselben Sitzung – und von derselben Jury – das Prädikat „Besonders wertvoll“.
Bei der Beurteilung eines Films ist der Anspruch zu beachten, den er nach Stoff und Gattung erhebt. Der erkennbare Schwierigkeitsgrad der filmischen Realisierung soll berücksichtigt werden.
Die FBW beurteilt beständig auch Kurzfilme. An den Filmhochschulen werden die Kurzfilm-Prädikate sehr geschätzt; der Gewinn dieser Prädikate ist der weiteren Karriere sehr nützlich.

#### Kein Prädikat
Die Verfahrensordnung regelt auch, welche Filme von der Bewertung ausgeschlossen sind bzw. kein Prädikat erhalten können.
Kein Prädikat erhalten demnach Filme, die
1. „gegen die Verfassung oder die Gesetze verstoßen, oder Persönlichkeitsrechte oder das sittliche oder religiöse Gefühl verletzen“,
2. „auf die Wiedergabe unmittelbarer Tagesaktualität beschränkt sind, ohne dass filmkünstlerische Gestaltungsmerkmale erkennbar sind“ (z. B. Wochenschauen),
3. „erkennen lassen, dass sie der kommerziellen Werbung dienen“ (hiervon nicht betroffen sind Industrie- und PR-Filme),
4. „der Wahlpropaganda oder in herabwürdigender Weise der politischen Propaganda dienen“ oder
5. „in einem so mangelhaften technischen Zustand vorgelegt werden, dass die Identität der zu begutachtenden mit der auszuwertenden Fassung nicht mehr gewährleistet scheint“.[10]

### Zahlen und Fakten
Seit 1951 hat die FBW rund 26.000 Filme bewertet. Vorsitzender des Bewertungsausschusses der FBW war ab 1980 Hans Joachim Schaefer, der Chefdramaturg des Staatstheater Kassel. Im Jahr 2014 wurden bei rund 500 Kinostarts 150 Langfilme und darüber hinaus 111 mittellange Filme und Kurzfilme von der FBW begutachtet.
Ende 2024 hatten 4541 Langfilme und 3233 Kurzfilme das Prädikat wertvoll oder besonders wertvoll.

## Jugend Filmjury
Auf der Frankfurter Buchmesse 2014 wurde die Jugend Filmjury vorgestellt. Ziel des Projekts ist es, Kinder- und Jugendfilme nicht nur von der Jury der Filmbewertungsstelle, sondern auch von der Zielgruppe selbst bewerten zu lassen. An 11 Standorten in Deutschland kommen Kinder und Jugendliche im Alter von 10 bis 13 und 13 bis 17 Jahren zusammen, um 60 bis 70 Filme im Jahr zu bewerten.

## Kritik
Da die Prädikatsvergabe unter Umständen erheblichen Anteil am wirtschaftlichen Erfolg eines Films haben kann, akzeptierten Filmschaffende in den 1950er Jahren in vier Fällen auch Schnitt- oder Korrekturvorschläge der Behörde. Eine besonders bekannte Kontroverse in dieser Hinsicht war im Jahr 1959 diejenige mit Bernhard Grzimek um dessen Dokumentarfilm Serengeti darf nicht sterben. Die FBW wollte Grzimeks Film das Prädikat „wertvoll“ nur verleihen, wenn dieser zwei inhaltliche Änderungen vornehmen würde. Der Tierfilmer fasste dies als Zensur auf und reichte bei der FBW einen Widerspruch ein. In einer neu zusammengestellten Jury, unter der Leitung des FAZ-Mitbegründers Karl Korn, wurde dem Film schließlich das Prädikat „wertvoll“ verliehen, ohne dass Korrekturen am Schnitt vorgenommen wurden. Seit den 60er Jahren gab es keine Schnittempfehlungen mehr.
Gegen die Arbeitsweise der Filmbewertungsstelle richtete sich der Protestfilm Besonders wertvoll von Hellmuth Costard aus dem Jahr 1968. Ein Schlaglicht fiel auf die FBW, nachdem 1988 der Film Rambo III (1988) mit dem Prädikat „wertvoll“ ausgezeichnet worden war. Einige Feuilletonisten hielten die gesetzliche Kunstfreiheit wegen der FBW für gefährdet, kritisierten die FBW negativ als „Amtsschimmel im Kino“ und warfen ihr vor, sich nur selbst erhalten zu wollen.
Alan Posener kritisierte 2013 in einem Beitrag für Die Welt, die Prüfung eines kommerziellen Filmes durch die FBW sei eine sehr günstige Werbemaßnahme, da rund ein Fünftel der Filmkonsumenten sich von einem Filmprädikat zum Kinobesuch oder zum Kauf einer DVD motivieren lasse. Es seien daher vor allem die großen US-Produzenten, die bei der FBW Filme einreichten und beim Nicht-Erhalt eines Prädikats Widerspruch einlegten.
Ein kleines Filmfestival in Köln nennt sich – als Kritik an der Arbeit der Filmbewertungsstelle – „Besonders wertlos“.